# NetEase
NetEase, Inc. — китайская интернет-технологическая компания, предоставляющая онлайн-услуги, ориентированные на контент, сообщество, коммуникации и коммерцию. Компания была основана в 1997 году Дин Леем . NetEase разрабатывает и управляет онлайн-играми для ПК и мобильных устройств, рекламными услугами, услугами электронной почты и платформами электронной коммерции в Китае. Это одна из крупнейших в мире компаний, занимающихся интернетом и видеоиграми. У NetEase есть служба потоковой передачи музыки по запросу (NetEase Music).
Видеоигры NetEase включают серию Westward Journey , Tianxia III , Heroes of Tang Dynasty Zero , Ghost II , Nostos и Onmyoji. NetEase также сотрудничала с Blizzard Entertainment для управления китайскими версиями их игр, таких как World of Warcraft , StarCraft II и Overwatch .

## История
Компания NetEase была основана в июне 1997 года. Одним из основных направлений деятельности компании является разработка технологии поисковых систем и массовых многопользовательских онлайн-игр. Так, компания разработала MMORPG Fantasy Westward Journey. В 2001 году против NetEase был выдвинут коллективный иск по обвинению в нарушении закона о ценных бумагах вследствие публикации завышенных финансовых результатов и проспекта с ложными данными. По состоянию на май 2012 года рыночная стоимость компании равнялась 7,8 млрд $, а штат компании по состоянию на 31 декабря 2011 года превышал 6000 человек. 29 марта 2012 года официальное англоязычное название компании было изменено с NetEase.com на NetEase, Inc. Одним из партнёров NetEase является проект Coursera.
В 2004 году основатель NetEase Дин Лэй получил премию Wharton Infosys Business Transformation Award за вклад в развитие информационных технологий.
Компания владеет ресурсом 163.com, ежегодная посещаемость которого с 2008 года составляет по меньшей мере 1,8 миллиона. В октябре 2013 года, согласно данным Alexa Internet, сайт находился на 24-м месте в мире по посещаемости.